# Sierhauser Schanzen

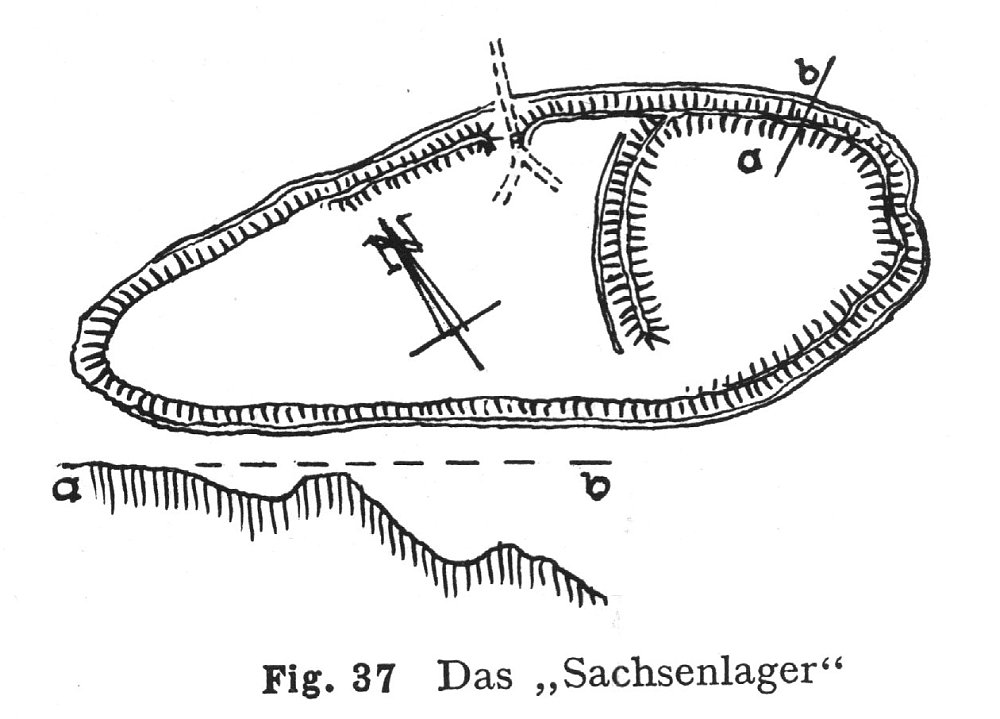
Lageskizze

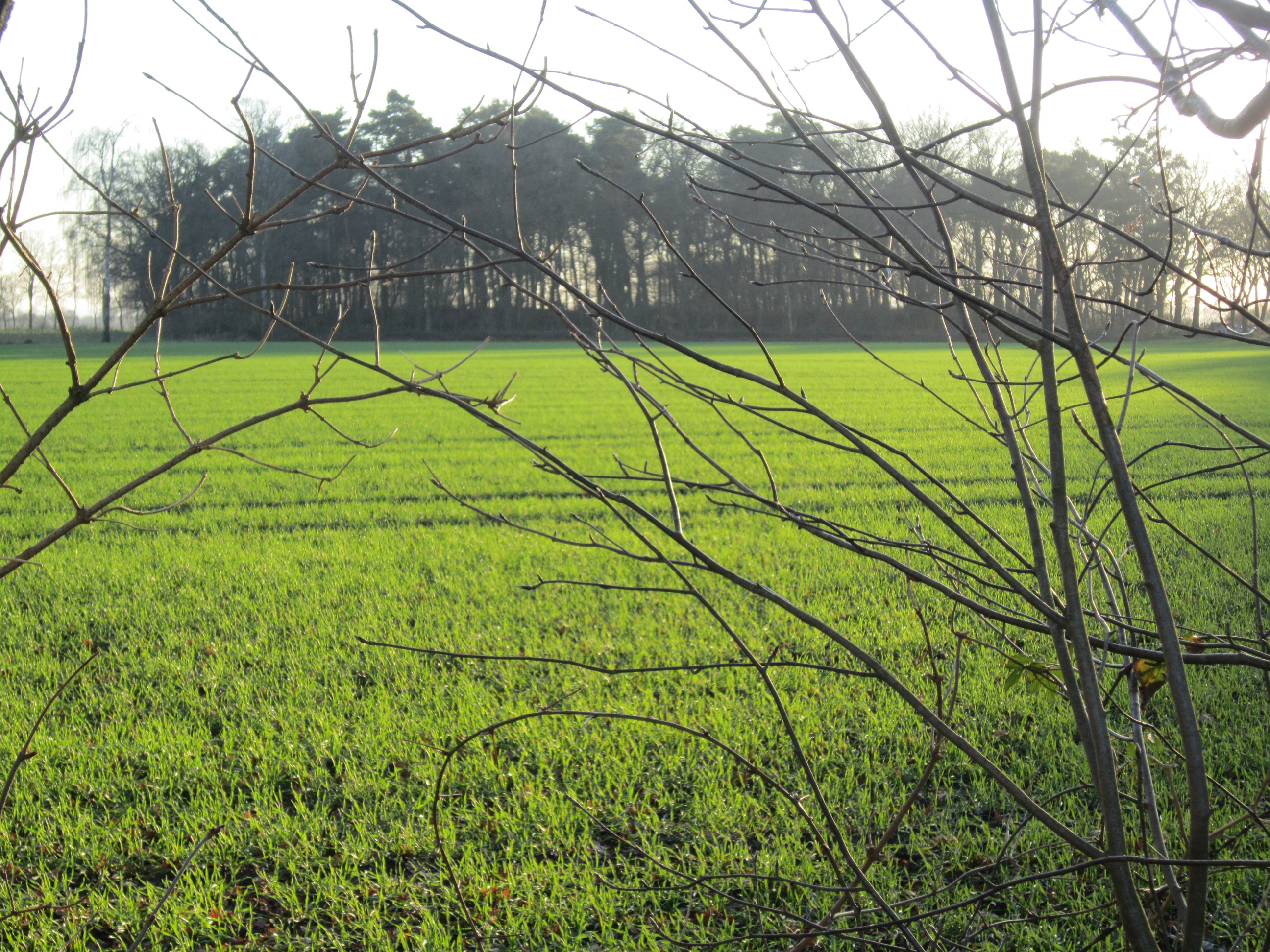
Die große Sierhauser Schanze

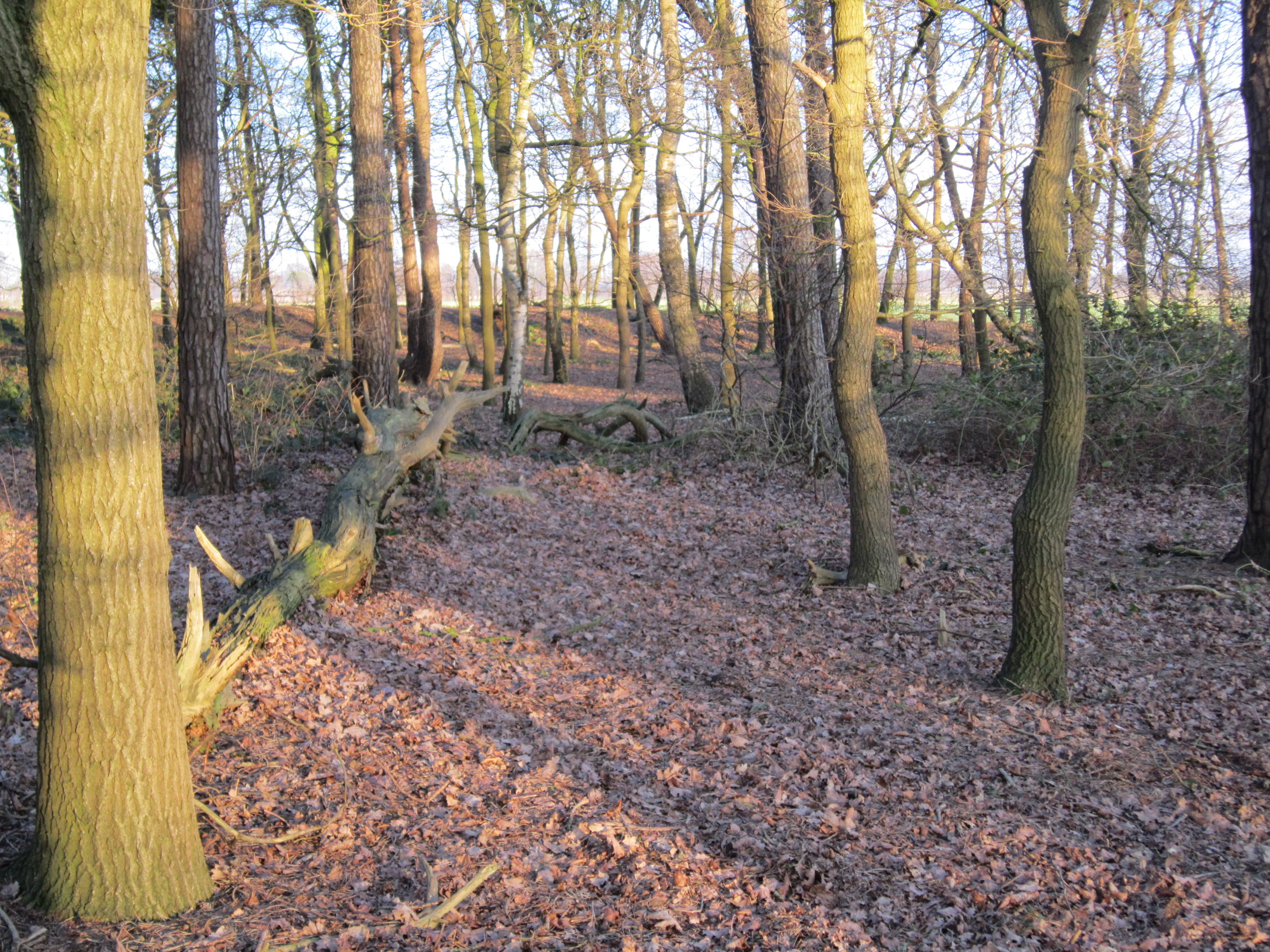
Innenraum der kleinen Sierhauser Schanze

Die Sierhauser Schanzen (auch als Sierhäuser Schanzen oder Römerschanzen bezeichnet) liegen im Stadtgebiet von Damme im niedersächsischen Landkreis Vechta an der Straße vom Dammer Ortskern zum Dammer Stadtteil Sierhausen. Die Schanzen bestehen aus den Überresten von drei kleineren Befestigungsanlagen, der Großen Schanze (52° 29′ 18,6″ N, 8° 11′ 34,8″ O) im Süden, der Kleinen Schanze (52° 29′ 25,4″ N, 8° 11′ 42,4″ O) im Norden und vorgelagerten Resten eines Wall- und Grabensystems. Sie haben eine Ausdehnung von jeweils ungefähr 100 m × 100 m. Die genaue Datierung der Schanzen ist umstritten.

## Beschreibung
Die Sierhauser Schanzen liegen am Ende einer Landzunge, die vom Osterberg, einem südlichen Ausläufer der Dammer Berge, her sich in Richtung des Großen Moores schiebt. Zum Ende des 19. Jahrhunderts hin äußerte der Dammer Franz Böcker die Vermutung, dass sie von Römern errichtet worden seien. Dadurch erklärt sich ihr Alias-Name. Diese Theorie konnte jedoch nicht durch Grabungen bestätigt werden. Die letzte vollständige Aufnahme der Sierhauser Schanzen erfolgte durch die Archäologen Carl Schuchhardt und Bernhard Uhl 1906.
Die „Große Schanze“ mit einem Innendurchmesser von 64 × 71 m ist von einem ca. 12 m breiten und 2,50 m hohen Wall umgeben, dem ein ca. 3,50 m breiter und 1 m tiefer Sohlgraben vorgelagert ist. Der Eingang liegt an der Nordostseite. Der Wall war aus dem Grabenaushub aufgeschüttet und mit Plaggen abgedeckt worden. Die steile Front würde für eine Holzversteifung sprechen, die aber bei den Ausgrabungen nicht festgestellt wurde. Im Süden verlief streckenweise ein Vorwall.
Etwa 140 m nordöstlich liegt die „Kleine Schanze“ mit einer Gestalt in Form eines unregelmäßigen Achtecks und einer Größe von ca. 90 × 75 m. Eine 40 m breite Lücke im Süden des Walls ist eventuell durch einen Wegebau in diesem Bereich verursacht worden. Ein Graben ist heute nicht mehr festzustellen, muss aber noch 1840 mit ca. 4 m Breite vorhanden gewesen sein. Der Eingang lag im Nordwesten.
Wiederum 100 m nördlich liegt ein 130 m langer, nach Norden gebogener Vorwall mit vorgelagertem Graben und einer 7 m breiten Öffnung in der Mitte.
Ausgrabungen in der „Großen Schanze“ fanden 1892 und 1906 statt. Dabei kamen nur wenige, frühmittelalterliche Keramikscherben und vereinzelte Eisenfunde zu Tage.
Uhl stufte 1908 die Schanzen als „zu der großen Gruppe von Ringwällen“ gehörig ein, „die auf die Sachsen zurückgehen, von ihnen angelegt sind entweder als Zwingburgen gelegentlich der Eroberung Nordwestdeutschlands, oder als Schutzburgen gegen das Vordringen der Franken“. Uhl sieht in den Sierhauser Schanzen ein „vorgeschobenes Fort der Arkeburg […], erst in einer Zeit erbaut, in welcher der Hauptburg Gefahr drohte.“